# Campeonato NORCECA de Voleibol Femenino de 2005
El Campeonato NORCECA de Voleibol Femenino 2005 fue la XIX edición del máximo torneo de selecciones femeninas de voleibol pertenecientes a la Confederación de Norteamérica, Centroamérica y el Caribe de Voleibol (NORCECA), se llevó a cabo del 6 al 11 de septiembre de 2005 en Puerto España, Trinidad y Tobago.

## Equipos participantes
| Grupo A              | Grupo B        |
| -------------------- | -------------- |
| Trinidad y Tobago    | Cuba           |
| República Dominicana | Estados Unidos |
| Puerto Rico          | Canadá         |
| Barbados             | México         |

## Procedimiento de desempate
1. Número de partidos ganados
2. Puntos de partido
3. Proporción de puntos
4. Proporción de sets
5. Resultado del último partido entre los equipos empatados

- 2 puntos de partido para el ganador, 1 punto de partido para el perdedor.

## Ronda preliminar
- Del 6 al 8 de septiembre
- Sede:  UWI Sports and Physical Educational Centre
- Todos los horarios corresponden a la hora de Puerto España, Trinidad y Tobago ( UTC-04:00 )

|  | Calificadas para Semifinales        |
|  | Calificadas para Cuartos de final   |
|  | Clasificación del 7.° al 8.° puesto |

### Grupo A
|     |                      | Partidos | Partidos | Partidos |     | Sets | Sets | Sets  | Puntos | Puntos | Puntos |
| Pos | Equipo               | PJ       | PG       | PP       | Pts | SG   | SP   | Ratio | PG     | PP     | Ratio  |
| --- | -------------------- | -------- | -------- | -------- | --- | ---- | ---- | ----- | ------ | ------ | ------ |
| 1.º | Puerto Rico          | 3        | 3        | 0        | 6   | 9    | 0    | MAX   | 225    | 120    | 1.875  |
| 2.º | República Dominicana | 3        | 2        | 1        | 5   | 6    | 3    | 2.000 | 216    | 151    | 1.430  |
| 3.º | Barbados             | 3        | 1        | 2        | 4   | 3    | 7    | 0.429 | 161    | 226    | 0.712  |
| 4.º | Trinidad y Tobago    | 3        | 0        | 3        | 3   | 1    | 9    | 0.111 | 143    | 248    | 0.577  |

| Fecha           | Hora  | Equipo 1          | Sets  | Equipo 2          | Set 1    | Set 2 | Set 3 | Set 4 | Set 5 | Total |
| --------------- | ----- | ----------------- | ----- | ----------------- | -------- | ----- | ----- | ----- | ----- | ----- |
| 6 de septiembre | 15:00 | Rep. Dominicana   | 3 : 0 | Barbados          | 25-14    | 25-12 | 25-12 |       |       | 75-38 |
| 6 de septiembre | 21:00 | Trinidad y Tobago | 0 : 3 | Puerto Rico       | 14-25    | 9-25  | 6-25  |       |       | 29-75 |
| 7 de septiembre | 15:00 | Puerto Rico       | 3 : 0 | Barbados          | 25-10    | 25-10 | 25-5  |       |       | 75-25 |
| 7 de septiembre | 20:00 | Trinidad y Tobago | 0 : 3 | Rep. Dominicana   | 8-25     | 20-25 | 10-25 |       |       | 38-75 |
| 8 de septiembre | 15:00 | Rep. Dominicana   | 0 : 3 | Puerto Rico       | 23-25    | 21-25 | 22-25 |       |       | 66-75 |
| 8 de septiembre | 20:00 | Barbados          | 1 : 3 | Trinidad y Tobago | 22-25-23 | 20-25 | 9-25  |       |       | 76-98 |

### Grupo B
|     |                | Partidos | Partidos | Partidos |     | Sets | Sets | Sets  | Puntos | Puntos | Puntos |
| Pos | Equipo         | PJ       | PG       | PP       | Pts | SG   | SP   | Ratio | PG     | PP     | Ratio  |
| --- | -------------- | -------- | -------- | -------- | --- | ---- | ---- | ----- | ------ | ------ | ------ |
| 1.º | Cuba           | 3        | 3        | 0        | 6   | 9    | 0    | MAX   | 225    | 164    | 1.372  |
| 2.º | Estados Unidos | 3        | 2        | 1        | 5   | 6    | 4    | 1.500 | 223    | 195    | 1.144  |
| 3.º | Canadá         | 3        | 2        | 1        | 4   | 4    | 6    | 0.667 | 210    | 226    | 0.929  |
| 4.º | México         | 3        | 0        | 3        | 3   | 0    | 9    | 0.000 | 152    | 225    | 0.676  |

| Fecha           | Hora  | Equipo 1       | Sets  | Equipo 2       | Set 1 | Set 2 | Set 3 | Set 4 | Set 5 | Total |
| --------------- | ----- | -------------- | ----- | -------------- | ----- | ----- | ----- | ----- | ----- | ----- |
| 6 de septiembre | 13:00 | Cuba           | 3 : 0 | México         | 25-18 | 25-18 | 25-20 |       |       | 75-56 |
| 6 de septiembre | 17:00 | Estados Unidos | 3 : 1 | Canadá         | 22-25 | 25-17 | 25-22 | 25-14 |       | 97-78 |
| 7 de septiembre | 13:00 | Estados Unidos | 3 : 0 | México         | 25-4  | 25-22 | 25-16 |       |       | 75-42 |
| 7 de septiembre | 18:00 | Cuba           | 3 : 0 | Canadá         | 25-21 | 25-18 | 25-18 |       |       | 75-57 |
| 8 de septiembre | 13:00 | Canadá         | 3 : 0 | México         | 25-17 | 25-22 | 25-15 |       |       | 75-54 |
| 8 de septiembre | 20:00 | Cuba           | 3 : 0 | Estados Unidos | 25-13 | 25-22 | 25-16 |       |       | 75-51 |

## Ronda final
- Del 9 al 11 de septiembre
- Sede:  UWI Sports and Physical Educational Centre
- Todos los horarios corresponden a la hora de Puerto España, Trinidad y Tobago ( UTC-04:00 )

|  |                                |                                |                                |  |  | Cuartos de final 9 de septiembre | Cuartos de final 9 de septiembre | Cuartos de final 9 de septiembre |  |  | Semifinales 10 de septiembre | Semifinales 10 de septiembre | Semifinales 10 de septiembre |  |  | Final 11 de septiembre         | Final 11 de septiembre         | Final 11 de septiembre         |
|  |                                |                                |                                |  |  |                                  |                                  |                                  |  |  |                              |                              |                              |  |  |                                |                                |                                |
|  |                                |                                |                                |  |  |                                  |                                  |                                  |  |  | 1B                           | Cuba                         | 3                            |  |  |                                |                                |                                |
|  | Quinto puesto 10 de septiembre | Quinto puesto 10 de septiembre | Quinto puesto 10 de septiembre |  |  | 2A                               | República Dominicana             | 3                                |  |  | 2A                           | República Dominicana         | 0                            |  |  |                                |                                |                                |
|  |                                |                                |                                |  |  | 3B                               | Canadá                           | 0                                |  |  |                              |                              |                              |  |  | 1B                             | Cuba                           | 2                              |
|  | 3B                             | Canadá                         | 3                              |  |  |                                  |                                  |                                  |  |  |                              |                              |                              |  |  | 2B                             | Estados Unidos                 | 3                              |
|  | 3A                             | Barbados                       | 0                              |  |  |                                  |                                  |                                  |  |  | 1A                           | Puerto Rico                  | 0                            |  |  |                                |                                |                                |
|  |                                |                                |                                |  |  | 2B                               | Estados Unidos                   | 3                                |  |  | 2B                           | Estados Unidos               | 3                            |  |  | Tercer puesto 11 de septiembre | Tercer puesto 11 de septiembre | Tercer puesto 11 de septiembre |
|  |                                |                                |                                |  |  | 3A                               | Barbados                         | 0                                |  |  |                              |                              |                              |  |  |                                |                                |                                |
|  |                                |                                |                                |  |  |                                  |                                  |                                  |  |  |                              |                              |                              |  |  | 2A                             | República Dominicana           | 3                              |
|  |                                |                                |                                |  |  |                                  |                                  |                                  |  |  |                              |                              |                              |  |  | 1A                             | Puerto Rico                    | 0                              |

### Séptimo puesto
| Fecha           | Hora  | Equipo 1          | Sets  | Equipo 2 | Set 1 | Set 2 | Set 3 | Set 4 | Set 5 | Total |
| --------------- | ----- | ----------------- | ----- | -------- | ----- | ----- | ----- | ----- | ----- | ----- |
| 9 de septiembre | 15:00 | Trinidad y Tobago | 0 : 3 | México   | 10-25 | 11-25 | 12-25 |       |       | 33-75 |

### Cuartos de final
| Fecha           | Hora  | Equipo 1        | Sets  | Equipo 2 | Set 1 | Set 2 | Set 3 | Set 4 | Set 5 | Total |
| --------------- | ----- | --------------- | ----- | -------- | ----- | ----- | ----- | ----- | ----- | ----- |
| 9 de septiembre | 18:00 | Rep. Dominicana | 3 : 0 | Canadá   | 25-22 | 25-19 | 25-14 |       |       | 75-55 |
| 9 de septiembre | 20:00 | Estados Unidos  | 3 : 0 | Barbados | 25-16 | 25-9  | 25-5  |       |       | 75-30 |

### Quinto puesto
| Fecha            | Hora  | Equipo 1 | Sets  | Equipo 2 | Set 1 | Set 2 | Set 3 | Set 4 | Set 5 | Total |
| ---------------- | ----- | -------- | ----- | -------- | ----- | ----- | ----- | ----- | ----- | ----- |
| 10 de septiembre | 15:00 | Canadá   | 3 : 0 | Barbados | 25-20 | 25-10 | 25-14 |       |       | 75-44 |

### Semifinales
| Fecha            | Hora  | Equipo 1    | Sets  | Equipo 2        | Set 1 | Set 2 | Set 3 | Set 4 | Set 5 | Total |
| ---------------- | ----- | ----------- | ----- | --------------- | ----- | ----- | ----- | ----- | ----- | ----- |
| 10 de septiembre | 18:00 | Puerto Rico | 0 : 3 | Estados Unidos  | 18-25 | 18-25 | 18-25 |       |       | 54-75 |
| 10 de septiembre | 20:00 | Cuba        | 3 : 0 | Rep. Dominicana | 25-15 | 25-12 | 25-18 |       |       | 75-42 |

### Tercer puesto
| Fecha            | Hora  | Equipo 1        | Sets  | Equipo 2    | Set 1 | Set 2 | Set 3 | Set 4 | Set 5 | Total |
| ---------------- | ----- | --------------- | ----- | ----------- | ----- | ----- | ----- | ----- | ----- | ----- |
| 11 de septiembre | 16:00 | Rep. Dominicana | 3 : 0 | Puerto Rico | 25-19 | 25-19 | 25-13 |       |       | 75-51 |

### Final
| Fecha            | Hora  | Equipo 1 | Sets  | Equipo 2       | Set 1 | Set 2 | Set 3 | Set 4 | Set 5 | Total  |
| ---------------- | ----- | -------- | ----- | -------------- | ----- | ----- | ----- | ----- | ----- | ------ |
| 11 de septiembre | 18:00 | Cuba     | 2 : 3 | Estados Unidos | 13-25 | 25-22 | 25-27 | 25-20 | 10-15 | 98-109 |

## Posiciones finales
| Pos.              | Equipo               |
| ----------------- | -------------------- |
| Medalla de oro    | Estados Unidos       |
| Medalla de plata  | Cuba                 |
| Medalla de bronce | República Dominicana |
| 4                 | Puerto Rico          |
| 5                 | Canadá               |
| 6                 | Barbados             |
| 7                 | México               |
| 8                 | Trinidad y Tobago    |

| \| \| \| \| \| Campeón Estados Unidos[2] 5.º título \| Plantel: 1 Patrice Arrington, 2 Danielle Racquel Scott-Arruda, 3 Tayyiba Mumtaz Haneef-Park, 4 Lindsey Napela Berg, 5 Sarah Drury Petkovic, 6 Elisabeth Anne Bachman, 8 Katherine Wilkins-Kimmich, 10 Therese Crawford, 11 Robyn Ah Mow-Santos , 12 Nancy Jean Metcalf, 15 Nicole Marie Davis, 17 Jennifer Claire Tamas. Entrenador: Lang Ping |
| |
| |
| Campeón Estados Unidos 5.º título |

|                                   |
|                                   |
| Campeón Estados Unidos 5.º título |

## Distinciones individuales
| Categoría                   | Ganadora                        |
| --------------------------- | ------------------------------- |
| Jugadora Más Valiosa (MVP)  | Nancy Jean Metcalf              |
| Mejor colocadora / armadora | Lindsey Napela Berg             |
| Mejor líbero                | Alexandra Casó Sierra           |
| Mayor anotadora             | Tayyiba Mumtaz Haneef-Park      |
| Mejor atacante              | Zoila Barros Fernández          |
| Mejor bloqueadora           | Cindy Carolina Rondón Martínez  |
| Mejor servidora             | Nancy Carillo de la Paz         |
| Mejor defensora             | Annie Levesque                  |
| Mejor receptora             | Áurea Esther "Aury" Cruz Dalmau |